# Biggles – Bermudský trojúhelník
Biggles – Bermudský trojúhelník (v originále: Biggles in the Blue) je dobrodružná kniha od autora W. E. Johnse z roku 1953. V Česku byla vydána nakladatelstvím Toužimský & Moravec v Praze v roce 1999.

## Děj
Biggles se od generála Raymonda dozvěděl, že jeho úhlavní protivník Erich von Stalhein je na Jamajce . Díky získanému dopisu adresovaný Erichu Stalheinovi zjistili, že se zde chystá nalézt dokumenty o tajných německých zbraní z 2.světové války, které na Jamajce ukryl bývalý nacistický důstojník jménem Werner Wolff (na Jamajce si ale změnil jméno na Christen Hagen). Ten zemřel těsně před dopsáním tohoto dopisu, kde uvedl jenom počáteční písmeno místa, kde jsou dokumenty uloženy. Biggles se tedy spolu se svými přáteli vydal na Jamajku hledat nějaké vodítko. Překvapivě velmi brzy se osobně potkali se Stalheinem. Ten zde měl svého velitele jménem Boris Zorotov a jednoho prohnaného chlapíka jménem Napoleon Morgan. Jejich jedinou stopou, kterou v domě našli, bylo ptačí vejce, o kterém jim Hagenův soused a vášnivý ornitolog jménem Evans pověděl, že patří vzácnému druhu ptáka jménem Plameňák růžový (Phoenicopterus roseus). Pověděl jim, že ve zdejší oblasti, se tento pták vyskytuje na ostrovech Andros a Inagua na Bahamských ostrovech. . Po krátkém, ale těžkém souboji s hadem druhu Křovinář sametový (Bothrops atrox) přezdívanému Fer-de-lance, který do domu nastražil Morgan, se společně vydali prozkoumat ostrov Inagua. Zde zahájili pátrání dle nákresu, který do dopisu přikreslil Hagen. Ginger po velmi rychlém a nečekaném souboji s Napym, objevil u jedné laguny Hagenovu chýši, ve které nalezl pod jednou postelí místo úkrytu dokumentů. Nemohl ho ale z hlíny vyhrabat a navíc kvůli špatnému počasí byl donucen v chýši zůstat přes noc. Mezitím Algy s Betiem nalezli místo, kde kotvila Stalheinova loď a rychle se vrátili k Bigglesovi, který zůstal, aby hlídal letadlo. Kvůli nepříznivému počasí potom vyzval Algyho, aby odlétl a po umoudření počasí se rychle vrátil. Druhý den ráno se Biggles s Bertiem vydali Gingera hledat. Cestou narazili na jednu černošku, která se jim ale schovala. Po nalezení Gingera začali vyhrabávat díru v chýši, avšak dokumenty nenalezli. Mezitím k chýši přišel Stalhein spolu se svými kolegy a začala mezi nimi podivná konverzace. Po jejich odchodu si Ginger vzpomněl na jednu osobu, kterou spatřil u laguny, a Bigglesovi došlo, že se jednalo o onu černošku. Vydali se proto rychle za ní, neboť jí podezřívali, že oné dokumenty má. Nemýlili se a s kovovou skříní, v nichž byly dokumenty ukryty, se vydali rychle k moři, kde už přilétal Algy. Setkal se ale nejdříve se Zorotovou partou a byl zasažen do nohy, ale i tak dokázal znovu vzlétnout a přistát jinde, kde už ho chránili Bertie s Bigglesem, mezitím co Ginger o kousek dál hlídal bednu. Během jeho hlídání byl napaden Napym, ale na poslední chvíli ho zachránil Bertie, který ho zastřelil a potom Gingerovi pomohl s bednou k letadlu. Cestou ale narazili na nepřátelskou ponorku, na niž byl Zorotov se Stalheinem. Doběhli k nejbližší zátoce, která byla dobrá pro přistání, kde pro ně přiletěl Biggles s Algym. Cestou potopili bednu do moře a rychle s letadlem odlétli zpět na Jamajku. Zde Biggles podal o případu písemné hlášení a doporučil zaměstnat onu černošku jako ochránkyni hnízd plameňáků, s čímž guvernér Bahamských ostrovů souhlasil. Zorotovi se Stalheinem se podařilo z místa rychle uniknout a Bigglesovi tedy nezbývalo nic jiného, než se s přáteli vrátit domů.

## Hlavní postavy
- James "Biggles" Bigglesworth
- Algernon "Algy" Lacey
- Ginger Hebblethwaite
- Bertram "Bertie" Lissie
- Erich von Stalhein
- Boris Zorotov
- Napoleon "Napy" Morgan
- Evans
- generál Raymond
- Susannah Shaw = černoška
- Werner Wolf  "Christen Hagen"

## Letadla
- Supermarine Sea Otter